# Apotheekmuseum (Grodno)
Het Apotheekmuseum (Wit-Russisch: Гродзенская аптэка Езуітаў) is een werkende apotheek met een expositie die de geschiedenis en de oprichting van een farmaceutisch bedrijf in Grodno, Wit-Rusland toont.

## Geschiedenis
Het apotheekmuseum is gevestigd in het Jezuïetenklooster van Grodno, een historisch en cultureel monument uit de 18e eeuw, in het centrum van Grodno. Het gebouw is uniek en heeft historische waarde. De eerste verwijzing naar het apotheek dateert uit de 17e eeuw. De oprichters waren jezuïetenmonniken. Aanvankelijk was het bedoeld voor studenten en docenten van het door Stefan Batory opgerichte Jezuïetencollege.
Het gebouw, waarin het apotheekmuseum is gevestigd, werd in 1709 op het marktplein gesticht. De toegang was sindsdien vrij voor alle burgers van de stad en iedereen kon gebruik maken van de diensten. In 1763 verscheen er een tweede verdieping boven het apotheek, waardoor apothekers actiever wetenschappelijk werk verrichtten. De apotheek onderscheidde zich door haar chique inrichting: ingelegd meubilair, rijk beschilderde muren, marmeren vloeren en elegante schouwen. In 1885 veroorzaakte een in Grodno uitgebroken brand onherstelbare schade.
Dankzij de archieven van de jezuïeten, zijn de namen van alle apothekers die hier tot 1773 werkten bekend. Na de afschaffing van de orde kwam de apotheek in het bezit van het groothertogdom Litouwen. In de jaren zeventig van de achttiende eeuw werd ze overgedragen aan de Medische Academie van Grodno, waar toen een van de beroemdste wetenschappers, Jean-Emmanuel Gilibert werkte. Hij was arts en botanicus, doctor in de geneeskunde, hoogleraar anatomie, chirurgie en natuurwetenschappen aan de Académie de Lyon. In Grodno werd hij uitgenodigd door Anthony Tizengauz waarmee hij een contract voor tien jaar tekende. De verplichtingen van het contract omvatten de opening van een medische en veterinaire school in de stad, een actieve doctoraatspraktijk, het schrijven van een leerboek over diergeneeskunde, een studie van de lokale natuur en de presentatie van de resultaten in wetenschappelijke artikelen. De grote wetenschapper nam onder andere deel aan de ontwikkeling van de apotheek: hij was de initiator van de opening van een speciaal laboratorium dat kruidengeneesmiddelen maakte.
In 1795 werd de apotheek een privé-bezit. De eigenaren waren bekende publieke figuren. Deze situatie duurde tot 1939, toen de apotheek de eigendom van het stadsbestuur werd. Ze overleefde de Tweede Wereldoorlog, en sloot in 1950 haar deuren. De ruimte werd gebruikt voor een apotheekmagazijn, daarna was er een meubelsalon. Pas in 1996 keerde de apotheek terug.

## De apotheek anno 2020
De museumruimte is anno 2020 in drie verdeeld. In het eerste deel is een oud kruidenlaboratorium nagebouwd. Samen met verschillende kruiden en wortels toont men hier een aantal exotische wonderbaarlijke middelen zoals poeder van de eenhoorn en een feniksveer. Het tweede deel is een fragment van de receptiekamer van de 19-20e eeuw. Het derde deel weerspiegelt de geschiedenis van de apotheek, de stadia met betrekking tot de ontwikkeling van medische en farmaceutische kennis. De gepresenteerde collectie bevat meer dan duizend exposities, van oude medische apparaten en gebruiksvoorwerpen tot recepten van artsen en zeldzame edities van medische literatuur van de afgelopen eeuwen. Een van de meest waardevolle is een apotheekmortel voor de bereiding van medicijnen, uit 1716. Daarnaast is er een porseleinen vat uit het midden van de 18e eeuw en een verzameling weegschalen. Dé parel van de collectie zijn zes gestileerde herbariums, samengesteld door de Poolse schrijfster Eliza Orzeszkowa.

## Trivia
In de jaren tachtig van de 19e eeuw werkte hier Michael-Wilfred Voynich, de toekomstige echtgenoot van de schrijver Ethel Lilian Voynich. Hij was diegene die het prototype werd van de hoofdpersoon van de roman "The Gadfly".

## Fotogalerij

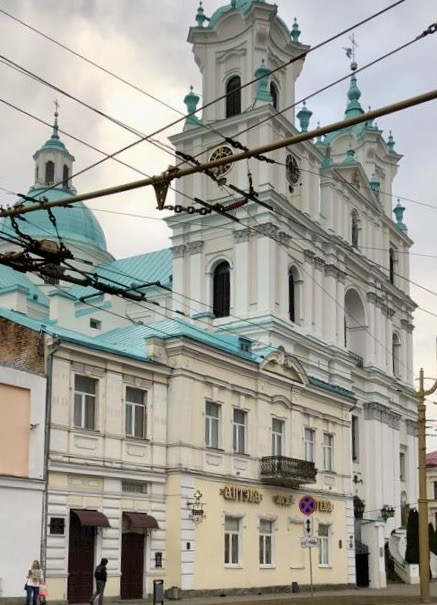
Een deel van het Jezuïetenklooster in Grodno, waaronder het apotheekgebouw
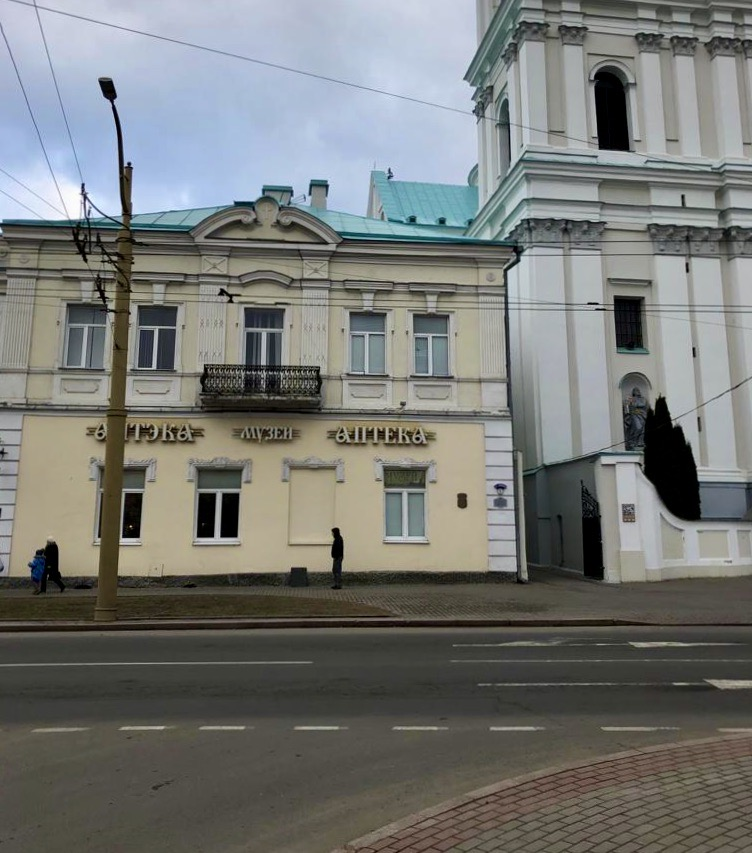
Apotheekmuseum in Grodno, het uitzicht vanaf het Savieckajaplein
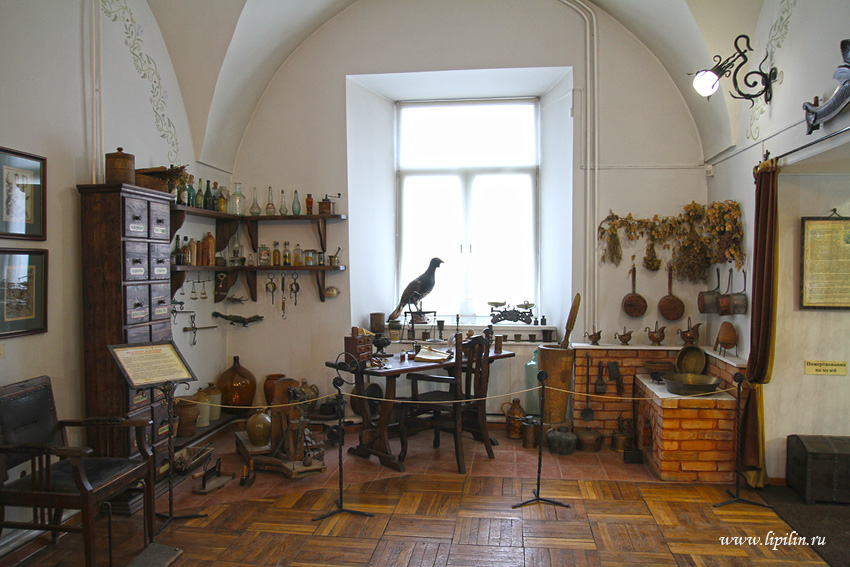
Een deel van de expositie met het nagebouwd kruidenlaboratorium